# Chlorozada verna
Chlorozada verna är en fjärilsart som beskrevs av George Francis Hampson 1902. Chlorozada verna ingår i släktet Chlorozada och familjen trågspinnare. Inga underarter finns listade i Catalogue of Life.